# Morti il 25 maggio
| Questa pagina contiene informazioni ricavate automaticamente dalle voci biografiche con l'ausilio del template Bio e di un bot. L'aggiornamento è periodico e automatico e ricostruisce completamente la pagina. Se manca una persona in questa lista, sei pregato di non aggiungerla, ma accertati piuttosto che la sua voce biografica contenga il template Bio e che i dati anagrafici siano correttamente compilati. Se il template Bio manca, inseriscilo tu stesso o, in alternativa, metti l'avviso {{tmp\|Bio}} che ne segnala la mancanza. Se i dati riportati sono sbagliati, correggi direttamente la voce biografica; le modifiche saranno visibili in questa lista entro pochi giorni. Per chiarimenti vedi il progetto biografie. La lista contiene solo le 500 persone che sono citate nell'enciclopedia e per le quali è stato implementato correttamente il template Bio. Pagina aggiornata al 9 ago 2025. |

## VII secolo(1)
- 641 - Costantino III, imperatore bizantino (n. 612)

## X secolo(3)
- 916 - Flann Sinna, re
- 986 - Abd al-Rahmān al-Sūfi, astronomo persiano (n. 903)
- 992 - Miecislao I di Polonia, duca

## XI secolo(5)
- 1008 - Matilde di Sassonia, contessa sassone (n. 942)
- 1045 - Ottone I di Vermandois, conte
- 1085 - Papa Gregorio VII, papa, vescovo cattolico e santo italiano
- 1085 - Tedaldo, arcivescovo italiano
- 1086 - Benavert, condottiero arabo

## XII secolo(3)
- 1102 - Michele IV di Alessandria, arcivescovo cristiano orientale egiziano
- 1175 - Ishoʿyahb V, vescovo cristiano orientale siro
- 1200 - Nicola I di Meclemburgo, sovrano obodrita

## XIII secolo(3)
- 1253 - Pietro da Collemezzo, cardinale e arcivescovo cattolico italiano
- 1261 - Papa Alessandro IV, papa, vescovo cattolico e cardinale italiano
- 1286 - Bernardo I di Jauer-Löwenberg, nobile

## XIV secolo(2)
- 1310 - Ottone III del Tirolo, conte tedesco
- 1366 - Arnaud de Cervole, mercenario e brigante francese

## XV secolo(4)
- 1452 - John Stafford, arcivescovo inglese
- 1464 - Carlo I di Nevers, nobile (n. 1414)
- 1477 - Ottaviano Maria Sforza, conte (n. 1458)
- 1483 - Giacomo Filippo Bertoni, religioso italiano (n. 1454)

## XVI secolo(13)
- 1510 - Georges I d'Amboise, cardinale, arcivescovo cattolico e politico francese (n. 1460)
- 1552 - Blas Ortiz, umanista spagnolo (n. 1485)
- 1555 - Enrico II di Navarra, re (n. 1503)
- 1555 - Gemma Frisio, matematico e cartografo olandese (n. 1508)
- 1555 - Jeanne de Pontevès-Cabanes, nobildonna francese
- 1558 - Ferdinando I Carafa, nobile italiano
- 1558 - Elisabetta di Brandeburgo, scrittrice tedesca (n. 1510)
- 1569 - Bartolomeo Bartocci, italiano (n. 1535)
- 1569 - Francesco Cellario, pastore protestante italiano (n. 1520)
- 1576 - Tahmasp I, sovrano persiano (n. 1514)
- 1578 - Scolastica Oliveri, religiosa italiana
- 1584 - Prospero Sogari, scultore e architetto italiano (n. 1516)
- 1595 - Valtin Havenkenthal, poeta e scrittore tedesco (n. 1567)

## XVII secolo(18)
- 1604 - Pietro Ernesto I di Mansfeld (n. 1517)
- 1607 - Maria Maddalena de' Pazzi, monaca cristiana, mistica e santa italiana (n. 1566)
- 1616 - Marcantonio Brandolini, nobile italiano (n. 1565)
- 1616 - Filippo Spinelli, cardinale e arcivescovo cattolico italiano (n. 1566)
- 1619 - Giovanni Gualtieri, vescovo cattolico italiano (n. 1560)
- 1628 - Karl von Harrach, militare austriaco (n. 1570)
- 1632 - Ferdinando di Gonzaga-Nevers, nobile francese (n. 1610)
- 1632 - Adam Tanner, gesuita austriaco (n. 1572)
- 1633 - Attilio Amalteo, arcivescovo cattolico e diplomatico italiano (n. 1545)
- 1648 - Antoine Le Nain, pittore francese (n. 1600)
- 1648 - Giuseppe Maria Pizzini, vescovo cattolico italiano (n. 1607)
- 1657 - Alessandro Bichi, cardinale e vescovo cattolico italiano (n. 1596)
- 1667 - Gustaf Bonde, politico svedese (n. 1620)
- 1675 - Gaspard Dughet, pittore italiano (n. 1615)
- 1679 - Johann Georg Albini, scrittore tedesco (n. 1624)
- 1681 - Pedro Calderón de la Barca, drammaturgo e religioso spagnolo (n. 1600)
- 1689 - Charles Errard, pittore, architetto e incisore francese (n. 1606)
- 1693 - Madame de La Fayette, scrittrice e biografa francese (n. 1634)

## XVIII secolo(18)
- 1703 - Charles-François Félix, medico e chirurgo francese (n. 1635)
- 1709 - Nicola Vaccaro, pittore italiano (n. 1640)
- 1712 - Francesco Maria Imperiale Lercari, doge (n. 1629)
- 1723 - Romolo Spezioli, medico italiano (n. 1642)
- 1727 - Fulvio Salvi, vescovo cattolico italiano (n. 1658)
- 1728 - Federico Luigi di Nassau-Ottweiler, nobile tedesco (n. 1651)
- 1736 - Hans Reinhold von Fersen, generale e politico svedese (n. 1683)
- 1740 - Carlo Pisani, ammiraglio italiano (n. 1655)
- 1741 - Daniel Ernst Jablonski, teologo tedesco (n. 1660)
- 1743 - Jacques-Antoine Arlaud, pittore e miniatore svizzero (n. 1668)
- 1744 - Carlo Edzardo della Frisia orientale, principe (n. 1716)
- 1767 - Niccolò Oddi, cardinale e arcivescovo cattolico italiano (n. 1715)
- 1782 - Johann Caspar Goethe, giurista e scrittore tedesco (n. 1710)
- 1786 - Pietro III del Portogallo, sovrano portoghese (n. 1717)
- 1787 - Carl Gustav Jablonsky, naturalista, entomologo e illustratore tedesco (n. 1756)
- 1789 - Anders Dahl, botanico svedese (n. 1751)
- 1798 - Asmus Jacob Carstens, pittore, critico d'arte e disegnatore tedesco (n. 1754)
- 1798 - Kazimierz Nestor Sapieha, militare polacco (n. 1757)

## XIX secolo(69)
- 1801 - Charles Stuart, generale scozzese (n. 1753)
- 1805 - William Paley, filosofo e teologo inglese (n. 1743)
- 1805 - Anna Maria Rückerschöld, scrittrice svedese (n. 1725)
- 1806 - Claude-Louis Petiet, politico e generale francese (n. 1749)
- 1808 - Carlo Giovanni Battista di Dietrichstein, nobile e alchimista boemo (n. 1728)
- 1812 - Edmond Malone, scrittore e saggista irlandese (n. 1741)
- 1813 - Alfonso Muzzarelli, teologo e gesuita italiano (n. 1749)
- 1816 - Károly József Pálffy de Erdőd, nobile e politico ungherese (n. 1735)
- 1816 - Samuel Webbe, compositore e organista inglese (n. 1740)
- 1822 - Friedrich Benjamin Osiander, medico tedesco (n. 1759)
- 1822 - Elizabeth Wrottesley, nobildonna inglese (n. 1745)
- 1825 - Luigi Fiacchi, poeta, filologo e presbitero italiano (n. 1754)
- 1828 - John Oxley, esploratore britannico (n. 1785)
- 1834 - Charles Joseph Auriol, pittore svizzero (n. 1778)
- 1834 - Giuliano Frullani, matematico e ingegnere italiano (n. 1795)
- 1836 - Francesco Luigi Fanzago, medico italiano (n. 1764)
- 1837 - Johann Evangelist Brandl, compositore e violinista tedesco (n. 1760)
- 1840 - Aleksandr Michajlovič Rimskij-Korsakov, generale russo (n. 1753)
- 1848 - Annette von Droste-Hülshoff, scrittrice e poetessa tedesca (n. 1797)
- 1849 - Benjamin D'Urban, politico e militare britannico (n. 1777)
- 1849 - Karl Heinrich Venturini, teologo tedesco (n. 1768)
- 1850 - Jane Porter, scrittrice inglese (n. 1775)
- 1853 - John McComb Jr., architetto statunitense (n. 1763)
- 1857 - Bam Bahadur Rana, politico nepalese (n. 1818)
- 1860 - Abramo Massalongo, naturalista e erpetologo italiano (n. 1824)
- 1862 - Juana Azurduy de Padilla, patriota e rivoluzionaria boliviana (n. 1780)
- 1862 - Johann Nestroy, attore teatrale, commediografo e cantante lirico austriaco (n. 1801)
- 1862 - Matilde Carolina di Baviera, principessa tedesca (n. 1813)
- 1863 - Peter Andreas Munch, storico norvegese (n. 1810)
- 1865 - Maddalena Sofia Barat, religiosa francese (n. 1779)
- 1866 - Angelo Brofferio, poeta, politico e drammaturgo italiano (n. 1802)
- 1866 - José Ignacio Pavón, politico e militare messicano (n. 1791)
- 1867 - Ramón Castilla, politico e militare peruviano (n. 1797)
- 1869 - Giovanni Querini Stampalia, imprenditore e filantropo italiano (n. 1799)
- 1870 - Ferdinand Petrovič Vrangel', ammiraglio e esploratore russo (n. 1796)
- 1871 - Cesare De Laugier de Bellecour, generale italiano (n. 1789)
- 1871 - Louis Charles Delescluze, politico, avvocato e giornalista francese (n. 1809)
- 1871 - Jacques Louis Durand, operaio e politico francese (n. 1817)
- 1871 - Édouard Moreau, letterato e imprenditore francese (n. 1838)
- 1872 - Jerzy Henryk Lubomirski, nobile e politico polacco (n. 1817)
- 1872 - Luigi Vercillo, politico italiano (n. 1793)
- 1875 - Giuseppe Mancinelli, pittore italiano (n. 1813)
- 1876 - Franz von John, generale e politico austriaco (n. 1815)
- 1877 - Richard Hawes, politico statunitense (n. 1797)
- 1878 - Antoine Laurent Dantan, scultore francese (n. 1798)
- 1878 - Elizabeth Campbell, duchessa di Argyll, nobildonna inglese (n. 1824)
- 1878 - Léon Riesener, pittore francese (n. 1808)
- 1878 - Andreas von Ettingshausen, fisico e matematico tedesco (n. 1796)
- 1879 - Eugenio Agneni, patriota e pittore italiano (n. 1816)
- 1879 - Karl Heinrich Koch, botanico tedesco (n. 1809)
- 1880 - Peter Wilhelm Lund, paleontologo, zoologo e archeologo danese (n. 1801)
- 1880 - Johanna von Isser Großrubatscher, disegnatrice austriaca (n. 1802)
- 1881 - Francesco Arese Lucini, nobile e politico italiano (n. 1805)
- 1881 - Giuseppe Maria Giulietti, geografo e esploratore italiano (n. 1847)
- 1882 - Fredrik Marinus Kruseman, pittore olandese (n. 1816)
- 1883 - Édouard René de Laboulaye, giurista, politico e scrittore francese (n. 1811)
- 1884 - Lodovico Caldesi, micologo, botanico e politico italiano (n. 1821)
- 1885 - Beatrice di Pian degli Ontani, poetessa italiana (n. 1803)
- 1888 - Giuseppe Maria Sciandra, vescovo cattolico italiano (n. 1808)
- 1889 - August Breisky, ginecologo austriaco (n. 1832)
- 1892 - Manuel Silvela y de Le Vielleuze, avvocato, scrittore e politico spagnolo (n. 1830)
- 1896 - Franz Kuhn von Kuhnenfeld, generale austriaco (n. 1817)
- 1896 - Luigi Federico Menabrea, nobile, ingegnere e generale italiano (n. 1809)
- 1898 - Friedrich Müller, linguista, etnologo e bibliotecario austriaco (n. 1834)
- 1899 - Rosa Bonheur, pittrice francese (n. 1822)
- 1899 - Emilio Castelar, scrittore e politico spagnolo (n. 1832)
- 1899 - Harrison Reed, politico statunitense (n. 1813)
- 1900 - Giacinto Bruzzesi, militare italiano (n. 1822)
- 1900 - Ernest Roze, botanico e micologo francese (n. 1833)

## XX secolo(226)
- 1901 - Forster Fitzgerald Arbuthnot, orientalista e traduttore britannico (n. 1833)
- 1902 - Giuseppe Sensales, prefetto e politico italiano (n. 1831)
- 1903 - Karl von Blumenthal, generale tedesco (n. 1811)
- 1905 - Maxime Lisbonne, militare e giornalista francese (n. 1839)
- 1907 - Giovanni Ceruti, ingegnere e architetto italiano (n. 1842)
- 1909 - Guillaume Dubufe, pittore francese (n. 1853)
- 1909 - Emanuel von Sievers, politico, mecenate e artista tedesco (n. 1817)
- 1911 - Vasilij Osipovič Ključevskij, storico russo (n. 1841)
- 1912 - Egisto Ferroni, pittore italiano (n. 1835)
- 1913 - Alfred Redl, militare austro-ungarico (n. 1864)
- 1915 - Marion Graves Anthon Fish, socialite statunitense (n. 1853)
- 1915 - Eduard Sonnenburg, chirurgo tedesco (n. 1848)
- 1917 - Maksim Bahdanovič, poeta, giornalista e traduttore bielorusso (n. 1891)
- 1917 - Emilio Bianchi, militare italiano (n. 1882)
- 1917 - René Dorme, aviatore e militare francese (n. 1894)
- 1917 - Federico Grifeo, militare italiano (n. 1894)
- 1917 - William Henry Harrison Miller, politico e avvocato statunitense (n. 1840)
- 1917 - Édouard de Reszke, basso polacco (n. 1853)
- 1919 - Luigi Belli, scultore italiano (n. 1844)
- 1919 - Cristoforo Bellotti, ittiologo, paleontologo e filantropo italiano (n. 1823)
- 1919 - Didaco Bessi, presbitero italiano (n. 1856)
- 1919 - Madam C. J. Walker, imprenditrice, filantropa e attivista statunitense (n. 1867)
- 1919 - Eliza Pollock, arciera statunitense (n. 1840)
- 1920 - Erwin Preuschen, teologo e presbitero tedesco (n. 1867)
- 1921 - Émile Combes, politico francese (n. 1835)
- 1921 - Nathalie Lemel, politica francese (n. 1827)
- 1923 - Numa Campi, medico e politico italiano (n. 1858)
- 1924 - Charles William Andrews, paleontologo britannico (n. 1866)
- 1924 - Ljubov' Sergeevna Popova, pittrice e scenografa russa (n. 1889)
- 1926 - Symon Petljura, politico e generale ucraino (n. 1879)
- 1927 - Henri Hubert, storico e sociologo francese (n. 1872)
- 1927 - Cristóbal Magallanes Jara, presbitero messicano (n. 1869)
- 1927 - William Payne Whitney, imprenditore e filantropo statunitense (n. 1876)
- 1928 - Renato Alessandrini, esploratore italiano (n. 1890)
- 1928 - Attilio Caratti, militare e esploratore italiano (n. 1895)
- 1928 - Heinrich von Opel, imprenditore tedesco (n. 1873)
- 1928 - Aldo Pontremoli, fisico italiano (n. 1896)
- 1929 - Johann Friedrich Ahlfeld, ginecologo tedesco (n. 1843)
- 1929 - Ernest Monis, politico francese (n. 1846)
- 1929 - Albéric Ruzette, politico belga (n. 1866)
- 1929 - Garrett P. Serviss, scrittore e giornalista statunitense (n. 1851)
- 1930 - Antonio Civelli, imprenditore e politico italiano (n. 1850)
- 1930 - Randall Davidson, arcivescovo anglicano britannico (n. 1848)
- 1930 - Ranieri d'Asburgo-Lorena, nobile (n. 1895)
- 1931 - Giuseppe Trischitta, filologo, storico e poeta italiano (n. 1855)
- 1932 - Franz von Hipper, ammiraglio tedesco (n. 1863)
- 1933 - William A. Shinkman, compositore di scacchi statunitense (n. 1847)
- 1933 - Victor Whitechurch, scrittore inglese (n. 1868)
- 1934 - Gustav Holst, compositore e direttore d'orchestra britannico (n. 1874)
- 1935 - Robert Priebsch, filologo tedesco (n. 1866)
- 1936 - Ján Levoslav Bella, compositore, direttore d'orchestra e docente slovacco (n. 1843)
- 1937 - Florence Balcombe, britannica (n. 1858)
- 1937 - Mario Cucca, militare italiano (n. 1894)
- 1937 - Henry Ossawa Tanner, pittore statunitense (n. 1859)
- 1939 - Joseph Duveen, mercante inglese (n. 1869)
- 1939 - Frank Watson Dyson, astronomo inglese (n. 1868)
- 1940 - Joseph De Grasse, regista e attore cinematografico canadese (n. 1873)
- 1940 - Marie Krøyer, pittrice e progettista danese (n. 1867)
- 1940 - Walter Roper Lawrence, scrittore inglese (n. 1857)
- 1942 - Giovanni Bassi, ciclista su strada italiano (n. 1894)
- 1942 - Emanuel Feuermann, violoncellista austriaco (n. 1902)
- 1942 - Hugo Freund, orafo ceco (n. 1879)
- 1942 - Ēriks Raisters, calciatore lettone (n. 1915)
- 1943 - Nils von Dardel, pittore svedese (n. 1888)
- 1943 - Ali Rida Pascià al-Rikabi, patriota e politico siriano (n. 1863)
- 1944 - Giuseppe Gualandi, ingegnere e architetto italiano (n. 1866)
- 1945 - Dem'jan Bednyj, poeta sovietico (n. 1883)
- 1945 - Francesco Ercole, storico e politico italiano (n. 1884)
- 1945 - Vilém Kurz, pianista e docente cecoslovacco (n. 1872)
- 1946 - Enrico Amaturo, matematico e urbanista italiano (n. 1863)
- 1946 - Albert Viljam Hagelin, politico norvegese (n. 1881)
- 1946 - Tomaso Monicelli, giornalista, drammaturgo e critico teatrale italiano (n. 1883)
- 1946 - Marcel Petiot, criminale e serial killer francese (n. 1897)
- 1946 - Wilhelm Souchon, ammiraglio tedesco (n. 1864)
- 1947 - Carlo Scialoja, avvocato, politico e giornalista italiano (n. 1886)
- 1948 - Sidney Preston Osborn, politico statunitense (n. 1884)
- 1948 - Witold Pilecki, militare polacco (n. 1901)
- 1949 - Patrick Bowes-Lyon, XV conte di Strathmore e Kinghorne, nobile britannico (n. 1884)
- 1949 - Piero Schiavazzi, tenore italiano (n. 1875)
- 1949 - Alessandro Tarabini, politico, generale e dirigente sportivo italiano (n. 1894)
- 1950 - Nicolae Ciupercă, generale e politico rumeno (n. 1882)
- 1950 - Markus Glaser, vescovo cattolico rumeno (n. 1880)
- 1950 - Isidoro Ngei Ko Lat, educatore birmano (n. 1918)
- 1950 - Mario Vergara, presbitero e missionario italiano (n. 1910)
- 1951 - Paula von Preradović, scrittrice e poetessa austriaca (n. 1887)
- 1951 - Emilio Sagi Liñán, calciatore spagnolo (n. 1900)
- 1952 - Ettore Tolomei, geografo, politico e alpinista italiano (n. 1865)
- 1953 - Edmund Dulac, disegnatore e illustratore francese (n. 1882)
- 1954 - Robert Capa, fotografo ungherese (n. 1913)
- 1954 - Albert Helgerud, tiratore a segno norvegese (n. 1876)
- 1954 - Hans Janowitz, scrittore boemo (n. 1890)
- 1955 - Wardell Gray, sassofonista statunitense (n. 1921)
- 1956 - Johann Radon, matematico austriaco (n. 1887)
- 1957 - Budd Goodwin, pallanuotista, nuotatore e tuffatore statunitense (n. 1883)
- 1957 - Giovanni Jacono, arcivescovo cattolico italiano (n. 1873)
- 1957 - Gyula Mészáros, etnografo e turcologo ungherese (n. 1883)
- 1957 - Anna Pankratova, storica e educatrice sovietica (n. 1879)
- 1957 - Matti Raivio, fondista finlandese (n. 1893)
- 1957 - Teresa Łubieńska, partigiana polacca (n. 1884)
- 1958 - Luigi Allegato, politico italiano (n. 1896)
- 1958 - Ugo Della Seta, politico italiano (n. 1879)
- 1958 - Francesco La Cava, medico e letterato italiano (n. 1877)
- 1958 - Gustav Waldau, attore tedesco (n. 1871)
- 1959 - Belle Daube, attrice inglese (n. 1887)
- 1959 - Philip Kassel, ginnasta e multiplista statunitense (n. 1876)
- 1960 - Rafael Gómez Ortega, torero spagnolo (n. 1882)
- 1960 - Ivone Kirkpatrick, diplomatico britannico (n. 1897)
- 1960 - Vann'Antò, poeta e traduttore italiano (n. 1891)
- 1961 - Michele Biancale, critico d'arte e storico dell'arte italiano (n. 1878)
- 1963 - Tommaso Boggio, matematico italiano (n. 1877)
- 1963 - Ġużè Damato, architetto maltese (n. 1886)
- 1963 - Harry Feist, ballerino e attore austriaco (n. 1903)
- 1963 - Mehdi Frashëri, politico albanese (n. 1872)
- 1963 - Ethan Laidlaw, attore statunitense (n. 1899)
- 1964 - Alda Borelli, attrice italiana (n. 1879)
- 1965 - Maurice Brocco, ciclista su strada e pistard francese (n. 1885)
- 1965 - Faxon M. Dean, direttore della fotografia statunitense (n. 1890)
- 1965 - Joseph Grew, diplomatico statunitense (n. 1880)
- 1966 - André Baugé, baritono e attore francese (n. 1893)
- 1966 - Eugenio Fassino, partigiano italiano (n. 1923)
- 1966 - Lokanātha, monaco buddhista italiano (n. 1897)
- 1966 - Joseph Somers, ciclista su strada belga (n. 1917)
- 1967 - Giovanni Battista Bosio, arcivescovo cattolico italiano (n. 1892)
- 1967 - Luis Hurtado, attore spagnolo (n. 1898)
- 1967 - Pietro Sigismondi, arcivescovo cattolico italiano (n. 1908)
- 1968 - Pierre Boël, cestista francese (n. 1911)
- 1968 - Giacomo Della Mea, architetto italiano (n. 1907)
- 1968 - Charles Feldman, produttore cinematografico statunitense (n. 1904)
- 1968 - Georg von Küchler, generale tedesco (n. 1881)
- 1970 - Johann Andres, calciatore austriaco (n. 1887)
- 1970 - Giovanni Calò, pedagogista e politico italiano (n. 1882)
- 1970 - Christopher Dawson, storico e scrittore britannico (n. 1889)
- 1971 - Luigi Di Bernardo, militare italiano (n. 1931)
- 1971 - Juris Rēdlihs, allenatore di calcio e arbitro di calcio lettone (n. 1890)
- 1971 - Kenneth Claiborne Royall, generale e politico statunitense (n. 1894)
- 1971 - Joe Scott, cestista statunitense (n. 1916)
- 1972 - Zurga Tirelli, calciatore italiano (n. 1897)
- 1974 - Donald Crisp, attore, regista e sceneggiatore britannico (n. 1882)
- 1974 - Nicola Romeo, avvocato e politico italiano (n. 1902)
- 1976 - Harry Colclough, calciatore e allenatore di calcio inglese (n. 1888)
- 1976 - Valentino Pascoli, politico e avvocato italiano (n. 1882)
- 1977 - Edward Colmans, attore britannico (n. 1908)
- 1977 - Evgenija Solomonovna Ginzburg, scrittrice russa (n. 1904)
- 1977 - Milo Komenich, cestista statunitense (n. 1920)
- 1977 - Willoughby Norrie, I barone Norrie, generale e politico britannico (n. 1893)
- 1977 - Alejo Russell, tennista argentino (n. 1916)
- 1977 - Carlo Salinari, partigiano e critico letterario italiano (n. 1919)
- 1977 - Carlo Varese, pittore italiano (n. 1903)
- 1978 - Hugo Helsten, ginnasta danese (n. 1894)
- 1978 - Theodor Tolsdorff, generale tedesco (n. 1909)
- 1978 - Bruno Touschek, fisico austriaco (n. 1921)
- 1979 - Jadwiga Głażewska, cestista, pallamanista e discobola polacca (n. 1914)
- 1979 - Amedeo Gordini, operaio italiano (n. 1899)
- 1979 - Philippe Halsman, fotografo statunitense (n. 1906)
- 1979 - Wibs Kautz, cestista statunitense (n. 1915)
- 1979 - Hans-Ullrich Sandig, astronomo tedesco (n. 1909)
- 1980 - Marquard Slevogt, hockeista su ghiaccio tedesco (n. 1909)
- 1980 - Carlo Striccoli, pittore italiano (n. 1897)
- 1981 - Roy Brown, cantante statunitense (n. 1925)
- 1981 - Alberto Ferioli, avvocato e politico italiano (n. 1914)
- 1981 - Ruby Payne-Scott, fisica e docente australiana (n. 1912)
- 1981 - Rosa Ponselle, soprano statunitense (n. 1897)
- 1981 - Juan Posadas, politico argentino (n. 1912)
- 1982 - Larry J. Blake, attore statunitense (n. 1914)
- 1982 - Hermine Sterler, attrice tedesca (n. 1894)
- 1983 - Sydney Box, produttore cinematografico e sceneggiatore britannico (n. 1907)
- 1983 - Sid Daniels, marinaio inglese (n. 1893)
- 1983 - Idris di Libia, re libico (n. 1889)
- 1985 - Robert Bradford Fox, antropologo e archeologo statunitense (n. 1918)
- 1985 - Henry Hunter, attore statunitense (n. 1907)
- 1985 - Robert Nathan, scrittore e poeta statunitense (n. 1894)
- 1985 - Aldo Neppi Modona, archeologo italiano (n. 1895)
- 1985 - Giuseppe Sessa, cestista, rugbista a 15 e calciatore italiano (n. 1895)
- 1986 - Carlo Betocchi, poeta e scrittore italiano (n. 1899)
- 1987 - Charley Brock, giocatore di football americano statunitense (n. 1916)
- 1987 - Don Sidle, cestista statunitense (n. 1946)
- 1988 - Monte Kay, produttore discografico e produttore televisivo statunitense (n. 1924)
- 1988 - Mario Luciolli, diplomatico italiano (n. 1910)
- 1988 - Ruth Malcomson, modella statunitense (n. 1906)
- 1988 - Karl August Wittfogel, sociologo e sinologo tedesco (n. 1896)
- 1989 - Ching Ho Cheng, artista statunitense (n. 1946)
- 1989 - Jean Despeaux, pugile francese (n. 1915)
- 1989 - Paolo V Esterházy, nobile (n. 1901)
- 1990 - Egisto Corradi, giornalista, scrittore e militare italiano (n. 1914)
- 1990 - Giovanni Girlando, mafioso italiano (n. 1947)
- 1990 - Ljudmila Semёnova, attrice sovietica (n. 1899)
- 1990 - Vic Tayback, attore statunitense (n. 1930)
- 1991 - Ilse Lichtenstädter, orientalista tedesca (n. 1907)
- 1991 - Miria di San Servolo, attrice e costumista italiana (n. 1923)
- 1992 - Danny Biasone, imprenditore italiano (n. 1909)
- 1992 - Tulio Demicheli, regista cinematografico e sceneggiatore argentino (n. 1914)
- 1992 - Viktor Vasil'evič Grišin, politico e sindacalista sovietico (n. 1914)
- 1992 - Philip Habib, diplomatico statunitense (n. 1920)
- 1992 - Gitta Mallasz, designer e artista ungherese (n. 1907)
- 1992 - Johan Polak, editore, saggista e traduttore olandese (n. 1928)
- 1992 - Ľudovít Rado, calciatore cecoslovacco (n. 1914)
- 1993 - Buddhadasa, monaco buddhista e attivista thailandese (n. 1906)
- 1993 - Aridex Calligaris, calciatore italiano (n. 1922)
- 1993 - Laura Conti, partigiana, medica e ambientalista italiana (n. 1921)
- 1993 - Enzo Melandri, filosofo italiano (n. 1926)
- 1993 - John Scott, velista australiano (n. 1934)
- 1994 - Joe Brainard, poeta, scrittore e pittore statunitense (n. 1942)
- 1994 - Robert Paverick, calciatore belga (n. 1912)
- 1994 - Sonny Sharrock, chitarrista statunitense (n. 1940)
- 1995 - Élie Bayol, pilota automobilistico francese (n. 1914)
- 1995 - Krešimir Ćosić, cestista e allenatore di pallacanestro jugoslavo (n. 1948)
- 1995 - Alberto Minnucci, giornalista italiano (n. 1934)
- 1995 - Alice Day, attrice statunitense (n. 1905)
- 1995 - Dany Robin, attrice francese (n. 1927)
- 1995 - Adelaide Saraceni, soprano argentino (n. 1895)
- 1996 - Renzo De Felice, storico italiano (n. 1929)
- 1996 - Bradley Nowell, cantautore e musicista statunitense (n. 1968)
- 1996 - Vladimir Uchov, marciatore sovietico (n. 1924)
- 1997 - Sydney Guilaroff, parrucchiere statunitense (n. 1907)
- 1997 - Bruno Mancinotti, pittore e scultore italiano (n. 1923)
- 1997 - Leksa Manuś, poeta e linguista lettone (n. 1942)
- 1998 - Arrigo Colombo, produttore cinematografico italiano (n. 1916)
- 1998 - Todd Witsken, tennista statunitense (n. 1963)
- 1999 - Hillary Brooke, attrice statunitense (n. 1914)
- 1999 - Efim Fradkin, fisico russo (n. 1924)
- 1999 - Horst Frank, attore tedesco (n. 1929)
- 1999 - René Gallice, calciatore francese (n. 1919)
- 1999 - Clara Ledesma, pittrice dominicana (n. 1924)
- 1999 - Guido Zuliani, calciatore italiano (n. 1913)
- 2000 - Nicholas Clay, attore britannico (n. 1946)
- 2000 - Francis Lederer, attore statunitense (n. 1899)

## XXI secolo(132)
- 2001 - Leopoldo Faretra, medico italiano (n. 1908)
- 2001 - Alberto Korda, fotografo cubano (n. 1928)
- 2001 - Anna Lorenzetto, pedagogista italiana (n. 1914)
- 2001 - Malcolm McLean, imprenditore statunitense (n. 1913)
- 2001 - Harold Ridley, oculista britannico (n. 1906)
- 2001 - Ferry van Vliet, calciatore olandese (n. 1980)
- 2002 - Alessandro Baratta, giurista e sociologo italiano (n. 1933)
- 2002 - Zoran Janković, pallanuotista jugoslavo (n. 1942)
- 2002 - Pål Nils Nilsson, fotografo svedese (n. 1929)
- 2003 - Antonio Ferrua, presbitero, archeologo e epigrafista italiano (n. 1901)
- 2003 - Richard Gardner, psichiatra forense e scrittore statunitense (n. 1931)
- 2003 - Alberto Todros, politico italiano (n. 1920)
- 2003 - Jeremy Michael Ward, musicista statunitense (n. 1976)
- 2003 - Karl Heinz Willschrei, sceneggiatore e produttore televisivo tedesco (n. 1939)
- 2003 - Sloan Wilson, scrittore statunitense (n. 1920)
- 2004 - Eugenio Cefis, dirigente d'azienda e imprenditore italiano (n. 1921)
- 2004 - Nikolaj Stepanovič Černych, astronomo russo (n. 1931)
- 2005 - Sunil Dutt, attore, produttore cinematografico e regista indiano (n. 1930)
- 2005 - Robert Jankel, designer britannico (n. 1938)
- 2005 - Ismail Merchant, produttore cinematografico e regista indiano (n. 1936)
- 2005 - Zoran Mušič, pittore e incisore sloveno (n. 1909)
- 2005 - Giovanni Papapietro, politico italiano (n. 1931)
- 2005 - Giorgio Sacerdoti, ingegnere e informatico italiano (n. 1925)
- 2005 - Domenic Troiano, chitarrista canadese (n. 1946)
- 2005 - Silvio Vitale, politico e avvocato italiano (n. 1928)
- 2006 - Julian Bullard, diplomatico britannico (n. 1928)
- 2006 - Desmond Dekker, cantante giamaicano (n. 1941)
- 2006 - Giovanni Emiliani, calciatore e allenatore di calcio italiano (n. 1922)
- 2006 - Lars Gyllensten, scrittore svedese (n. 1921)
- 2006 - Bruno Pasut, compositore, direttore di coro e direttore d'orchestra italiano (n. 1914)
- 2006 - Renato Speziali, attore italiano (n. 1929)
- 2006 - Fulvio Zonch, calciatore e allenatore di calcio italiano (n. 1929)
- 2007 - Laurie Bartram, attrice statunitense (n. 1958)
- 2007 - Oscar Basso, calciatore argentino (n. 1922)
- 2007 - Ferruccio Bortoluzzi, artista italiano (n. 1920)
- 2007 - Lee Frost, regista, sceneggiatore e montatore statunitense (n. 1935)
- 2007 - Charles Nelson Reilly, attore e doppiatore statunitense (n. 1931)
- 2008 - Aloysius Atuegbu, calciatore nigeriano (n. 1953)
- 2008 - Carla Gavazzi, soprano italiano (n. 1913)
- 2008 - Jurij Konovalov, velocista sovietico (n. 1929)
- 2008 - Ítalo Luder, politico e avvocato argentino (n. 1916)
- 2008 - Ernst Stuhlinger, ingegnere tedesco (n. 1913)
- 2009 - Giovanni Dore, presbitero, etnomusicologo e museologo italiano (n. 1930)
- 2009 - Vincenzo Pirro, storico e filosofo italiano (n. 1938)
- 2010 - Aleksandr Belostennyj, cestista sovietico (n. 1959)
- 2010 - Gabriel Bernal Vargas, fumettista messicano (n. 1915)
- 2010 - Silvius Magnago, politico e militare italiano (n. 1914)
- 2010 - David Parker, nuotatore britannico (n. 1959)
- 2010 - Roberto Santini, scrittore italiano (n. 1949)
- 2010 - Giuseppe Talamo, storico italiano (n. 1925)
- 2010 - Aldo Venturini, politico italiano (n. 1922)
- 2011 - Lillian Adams, attrice statunitense (n. 1922)
- 2011 - Leonora Carrington, scrittrice e pittrice britannica (n. 1917)
- 2011 - Luigi Diligenza, arcivescovo cattolico italiano (n. 1921)
- 2011 - Jiřína Nekolová, pattinatrice artistica su ghiaccio cecoslovacca (n. 1931)
- 2011 - Takīs Taliadōros, cestista greco (n. 1925)
- 2012 - Angerio Filangieri, economista italiano (n. 1925)
- 2012 - Keith Gardner, velocista e ostacolista giamaicano (n. 1929)
- 2012 - Edoardo Mangiarotti, schermidore e dirigente sportivo italiano (n. 1919)
- 2012 - Luigi Sileoni, politico italiano (n. 1939)
- 2012 - Elio Veller, attore italiano (n. 1937)
- 2013 - Walt Budko, cestista e allenatore di pallacanestro statunitense (n. 1925)
- 2013 - Mahendra Karma, politico indiano (n. 1951)
- 2014 - Bernice Miracle, scrittrice statunitense (n. 1919)
- 2014 - Lee Chamberlin, attrice statunitense (n. 1938)
- 2014 - Wojciech Jaruzelski, politico e generale polacco (n. 1923)
- 2014 - Herb Jeffries, cantautore e attore statunitense (n. 1913)
- 2014 - Matthew Saad Muhammad, pugile statunitense (n. 1954)
- 2014 - Jhonny Perozo, calciatore venezuelano (n. 1985)
- 2014 - Washington César Santos, calciatore brasiliano (n. 1960)
- 2015 - Mary Ellen Mark, fotografa statunitense (n. 1940)
- 2015 - Žanna Dmitrievna Ërkina, cosmonauta russa (n. 1939)
- 2016 - Giacomo Barabino, vescovo cattolico italiano (n. 1928)
- 2016 - Paola Barocchi, storica dell'arte italiana (n. 1927)
- 2016 - Claude Boissol, regista e sceneggiatore francese (n. 1920)
- 2016 - Ian Gibson, calciatore scozzese (n. 1943)
- 2016 - Edmondo Rabanser, hockeista su ghiaccio e allenatore di hockey su ghiaccio italiano (n. 1936)
- 2016 - Yang Jiang, scrittrice e traduttrice cinese (n. 1911)
- 2017 - Marcello Albano, fumettista italiano (n. 1961)
- 2017 - Nicoletta D'Arbitrio, restauratrice, scenografa e saggista italiana (n. 1948)
- 2017 - Eva Estrada-Kalaw, attivista, politica e insegnante filippina (n. 1920)
- 2017 - Alistair Horne, storico, giornalista e militare britannico (n. 1925)
- 2017 - Frédérick Leboyer, ginecologo francese (n. 1918)
- 2017 - Daniel Philip Waley, storico inglese (n. 1921)
- 2018 - Elmer Behnke, cestista statunitense (n. 1929)
- 2018 - Sergio Graziani, attore, doppiatore e direttore del doppiaggio italiano (n. 1930)
- 2018 - Brendan Ingle, manager, allenatore di pugilato e pugile irlandese (n. 1940)
- 2018 - Paolo Pillonca, giornalista e scrittore italiano (n. 1942)
- 2019 - Paolo Babbini, politico italiano (n. 1935)
- 2019 - Claus von Bülow, avvocato e socialite britannico (n. 1926)
- 2019 - Joseph Anthony Galante, vescovo cattolico statunitense (n. 1938)
- 2019 - Rene Goulet, wrestler canadese (n. 1932)
- 2019 - Sergio Claudio Perroni, scrittore, curatore editoriale e drammaturgo italiano (n. 1956)
- 2019 - Nicolae Pescaru, calciatore rumeno (n. 1943)
- 2020 - José Roberto Figueroa, calciatore honduregno (n. 1959)
- 2020 - Vadão, allenatore di calcio brasiliano (n. 1956)
- 2020 - Renate Krößner, attrice tedesca (n. 1945)
- 2020 - Paolo Marzotto, imprenditore italiano (n. 1930)
- 2020 - Paolo Mietto, vescovo cattolico italiano (n. 1934)
- 2020 - Balbir Singh Sr., hockeista su prato indiano (n. 1924)
- 2020 - John Peter Sloan, insegnante, comico e cabarettista inglese (n. 1969)
- 2020 - Marcelino Vaquero González, calciatore spagnolo (n. 1932)
- 2021 - Hashem Muhammad Ali Al-Mashhadani, giurista e teologo iracheno (n. 1952)
- 2021 - José Melitón Chávez, vescovo cattolico argentino (n. 1957)
- 2021 - Richard Dixon, chimico britannico (n. 1930)
- 2021 - Livia Galimberti, mezzofondista italiana (n. 1924)
- 2021 - Arturo Gentili, calciatore italiano (n. 1936)
- 2021 - Krikor Bedros XX Ghabroyan, patriarca cattolico armeno (n. 1934)
- 2021 - Eilat Mazar, archeologa israeliana (n. 1956)
- 2021 - Daniele Sasson, fotografo e artista italiano (n. 1945)
- 2021 - John William Warner, politico e avvocato statunitense (n. 1927)
- 2022 - Gijs de Lange, attore e regista teatrale olandese (n. 1956)
- 2022 - Lü Changxin, cestista e allenatore di pallacanestro cinese (n. 1937)
- 2022 - Gary Nelson, regista statunitense (n. 1934)
- 2023 - Domenico Izzo, politico italiano (n. 1948)
- 2023 - Carlos Liscano, scrittore uruguaiano (n. 1949)
- 2023 - Karen Lumley, politica britannica (n. 1964)
- 2023 - Joy McKean, cantautrice australiana (n. 1930)
- 2023 - Meco Monardo, musicista e produttore discografico statunitense (n. 1939)
- 2023 - Jens Jørn Mortensen, sollevatore danese (n. 1927)
- 2023 - Jean-Louis Murat, cantante, musicista e attore francese (n. 1952)
- 2024 - Gary Gubner, sollevatore, pesista e discobolo statunitense (n. 1942)
- 2024 - Janisa Johnson, pallavolista e giocatrice di beach volley statunitense (n. 1991)
- 2024 - Albert S. Ruddy, produttore cinematografico, produttore televisivo e sceneggiatore canadese (n. 1930)
- 2024 - Richard M. Sherman, compositore e paroliere statunitense (n. 1928)
- 2024 - Yoshiyuki Suga, sceneggiatore giapponese (n. 1956)
- 2024 - Johnny Wactor, attore statunitense (n. 1986)
- 2025 - François Barcelo, pubblicitario e scrittore canadese (n. 1941)
- 2025 - Christophe Clement, allevatore statunitense (n. 1965)
- 2025 - Simon House, violinista e tastierista britannico (n. 1948)
- 2025 - Luigi Settembrini, scrittore italiano (n. 1937)
- 2025 - Marie Tomášová, attrice ceca (n. 1929)

## Senza anno specificato(3)
- Tangmaro, religioso e insegnante tedesco
- Tugumir, principe
- Zanobi, vescovo e santo italiano